# Ях'я II ібн Ях'я
Ях'я II ібн Ях'я (араб. يحيى الثاني بن يحيى‎‎; д/н–874) — 6-й імам і султан держави Ідрісидів у Магрибі в 864—874 роках. Його політика привела до початку занепаду держави.

## Життєпис
Син імам і султана Ях'ї I. Відомостей про нього обмаль. 864 року після смерті батька успадкував трон. Втім не виявив бажання займатися державними справами. Напроти розділив володіння між родичами: нащадкам двоюрідного діда Умара (Бану-Умар) підтвердив володіння Ер-Рифом і Танжером, роду Бану-Абу'л-Касем надав панувати над берберськими племенами лувата і кутама, за Бану-Даудом зберіг правління над берберами-гавара, дядько Хусейн отримав землі від Феса до Атласу.
Сам султан поринув у розваги, цікавився лише розкошами. Внаслідок цього відбувається занепад держави. Це спровокувало повстання проти Ях'ї II, що втік на правий берег Фесу (андалузький), де його було вбито. Владу намагався захопити Абд аль-Рахман ібн Абу Сал аль-Джуджамі з арабів з Іфрикії. Втім удова поваленого султана закликала на допомогу свого батька — Алі з клану Бану-Умар, який захопив Фес, придушив заворушення. Після цього оголошений новим імамом і султаном.